# Comitatul Grant, Dakota de Sud
Comitatul Grant (în engleză Grant County) este unul din cele 66 de comitate ale statului american Dakota de Sud.  Reședința comitatului este orașul Plankinton. GR6. Denominarea Grant County are codul FIPS de 46 - 051 Arhivat în 7 iunie 2011, la Wayback Machine..
Comitatul a fost fondat în 1881 și denumit în onoarea generalui Ulysses S. Grant, marele erou național al Războiului civil american, devenit ulterior cel de-al optsprezecelea președinte al Statelor Unite ale Americii  (între 1869 și 1877).
Populația totală a comitatului, care este unul dintre cele mai slab populate comitate ale statului  Dakota de Sud, conform recensământului Statelor Unite Census 2000, efectuat de United States Census Bureau, era de 7,068 de locuitori.

## Geografie

### Subdiviziuni (Townships)
Comitatul este divizat în 17 comune/municipalități (o subdiviziune a unui comitat similară plășilor din România interbelică): - Adams, Alban, Big Stone, Blooming Valley, Farmington, Georgia, Grant Center, Kilborn, Lura, Madison, Mazeppa, Melrose, Osceola, Stockholm, Troy, Twin Brooks și Vernon.

### Drumuri importante
| - Interstate 29 - U.S. Highway 12 - U.S. Highway 81 - South Dakota Highway 15 | - South Dakota Highway 20 - South Dakota Highway 123 - South Dakota Highway 158 |

### Comitate adiacente
- La nord comitatul Roberts, statul  Dakota de Sud
- La nord-est comitatul Big Stone, statul  Minnesota
- La est comitatul Lac qui Parle, Minnesota
- La sud comitatul Deuel, Dakota de Sud
- La sud-vest comitatul Codington, Dakota de Sud
- La vest comitatul Day, Dakota de Sud

## Demografie
|  | Graficele sunt indisponibile din cauza unor probleme tehnice. Mai multe informații se găsesc la Phabricator și la wiki-ul MediaWiki. |

Date: Wikidata - grafică realizată de Wikipedia